# Mas-Grenier
Mas-Grenier ist eine französische Gemeinde mit 1.303 Einwohnern (Stand: 1. Januar 2022) im Département Tarn-et-Garonne in der Region Okzitanien. Die Gemeinde gehört zum Arrondissement Montauban und zum Kanton Verdun-sur-Garonne. Die Einwohner werden Maséens genannt.

## Geographie
Mas-Grenier liegt etwa 18 Kilometer südwestlich von Montauban an der Garonne, die die Gemeinde im Osten begrenzt und in die hier der Lambon mündet. Umgeben wird Mas-Grenier von den Nachbargemeinden Bourret im Norden und Nordwesten, Montech im Norden und Nordosten, Finhan im Osten und Nordosten, Monbéqui im Osten, Verdun-sur-Garonne im Süden sowie Saint-Sardos im Westen.
| Jahr      | 1962 | 1968 | 1975 | 1982 | 1990 | 1999 | 2006  | 2017  |
| --------- | ---- | ---- | ---- | ---- | ---- | ---- | ----- | ----- |
| Einwohner | 868  | 881  | 855  | 815  | 837  | 931  | 1.027 | 1.322 |

## Sehenswürdigkeiten
- Reste des Klosters Saint-Pierre (von 1921 bis 2013 besiedelt durch das Benediktinerinnenkloster Mas-Grenier)
- Kirche Saint-Jacques, von 1876 bis 1878 erbaut
- frühere protestantische Kirche
- Schloss Frescaty